# Puerto Arica (Kolumbien)
Puerto Arica ist ein nicht-kommunalisiertes Gebiet im Departement Amazonas in Kolumbien. Es wird von 1440 Einwohnern bewohnt. Es liegt auf 96 Metern über dem Meeresspiegel.

## Vorschlag für die Einrichtung einer Verbandsgemeinde
Seit mehreren Jahren gibt es einen Vorschlag zur Schaffung einer Verbandsgemeinde im Departement Amazonas aus den nicht-kommunalisierten Gebieten von El Encanto, La Chorrera, Puerto Alegría und Puerto Arica.

## Geografie
Puerto Arica grenzt im Norden an Puerto Santander, im Süden an die Republik Peru, im Westen an La Chorrera und El Encanto und im Osten an La Pedrera und Tarapacá. Der Hauptort von Puerto Arica befindet sich in der Nähe der Mündung des Río Igara Paraná.

## Geschichte
Der Name wurde zu Ehren der Stadt Arica vergeben, die Peru im Pazifikkrieg gegen Chile verlor. Peruanische Bürger aus dieser Gegend (Siedler aus Arica, Tarapacá und Tacna) gründeten zu Ehren dieser südlichen Stadt eine Ortschaft namens Puerto Arica. Nach der Unterzeichnung des Vertrags von Salomón-Lozano kam die Stadt unter kolumbianische Herrschaft. Die peruanischen Einwohner von Arica gründeten am Ufer des Río Napo ein weiteres Puerto Arica, das den Peruanern später während des peruanisch-ecuadorianischen Krieges als Stützpunkt dienen sollte.